# Equalizer
Een equalizer (Engels: equaliser), afgekort EQ, letterlijk gelijkmaker of toonregelaar, is een geluidstechnisch apparaat of een onderdeel ervan dat een of meer frequentiegebieden (banden) van het signaal versterkt of verzwakt, opdat de balans tussen de banden, en dus het timbre, naar wens kan worden aangepast. Vindt men bijvoorbeeld dat het geluidssignaal te schel klinkt dan verzwakt men de hoge tonen. Voor bepaalde (esthetische) doeleinden kunnen ook banden prominenter worden gemaakt.
Op vrijwel ieder apparaat dat geluidssignalen weergeeft of bewerkt is een equalizer te vinden. Er bestaan eenvoudige uitvoeringen, waarbij bijvoorbeeld alleen het niveau van de hoge frequenties geregeld kan worden, maar ook uitgebreide. Middels filters wordt het ingangssignaal opgesplitst in banden. Er bestaan twee soorten equalizers: een grafische en een parametrische.

## Grafische equalizer

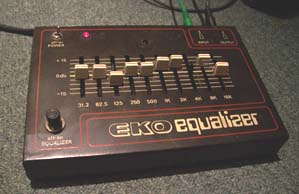
Een grafische 10-bands equalizer

Bij een grafische equalizer wordt het signaal opgesplitst in een aantal banden. Hiervoor worden banddoorlaatfilters gebruikt. Iedere band heeft zijn eigen vaststaand frequentiegebied, aangegeven met de middenfrequentie. De gebruiker kan alleen het niveau van iedere band regelen. Dit wordt uitgedrukt in de hoeveelheid versterking of verzwakking in decibels. De onderlinge afstand tussen de middenfrequenties loopt exponentieel op, maar het menselijk gehoor ervaart dit als lineair. Het frequentiebereik van alle banden samen komt meestal overeen met het frequentiebereik van het menselijk oor, oftewel van 20 Hz tot 20.000 Hz. Per equalizer is voor iedere band de relatieve bandbreedte gelijk. Deze breedte is afhankelijk van de hoeveelheid aanwezige banden. Hoe meer banden, hoe smaller iedere band is.
Equalizers op consumentenapparatuur en kleine mengpanelen zijn bijna altijd grafisch en bevatten meestal 2 (laag en hoog) of 3 banden (laag, midden en hoog). Bij professionele geluidstechniek maakt men veelal gebruik van equalizers met 10 (één band per octaaf) of zelfs 31 (één band per terts) banden.

## Parametrische equalizer
Bij het professioneel bewerken van geluidsregistraties is het praktischer om een parametrische equalizer te gebruiken. Deze bevat 4 tot 8 banden, die ook door een laag- en een hoogdoorlaatfilter en banddoorlaatfilters geïsoleerd worden. Echter, van iedere band kan de middenfrequentie, de bandbreedte (Q-factor) en de versterking of verzwakking apart ingesteld worden. Het versterken of verzwakken van een band door een banddoorlaatfilter wordt bell- of peak-equalization genoemd.
De eerste band wordt vaak door een laagdoorlaatfilter geïsoleerd en de laatste door een hoogdoorlaatfilter. Hierdoor worden alle frequenties tot of vanaf de 'middenfrequentie' versterkt of verzwakt. Dit wordt shelving-equalization genoemd.